# Чапаре
Чапаре (исп. Río Chapare) — река в Южной Америке, протекает по территории Боливии. Левый приток Маморе. Длина около 278 км. Образуется слиянием рек Эспириту-Санту и Сан-Матео в департаменте Кочабамба. Имеет ряд притоков. Сезонные колебания уровня воды достигают значительных величин. Высокий уровень с октября по май. Река на протяжении своего пути имеет сложную гидрографию.